# Esther Vergeer
Esther Mary Vergeer (Woerden, 18 de Julho de 1981) é uma ex-paratenista profissional holandesa.
Ela se tornou a número 1 no ranking em 1999 e se manteve no posto até o final de sua carreira em 2013. A partir de 2003 ela ficou sem perder nenhuma partida sequer (470 jogos de invencibilidade). Por este feito, ela é a atleta profissional com mais tempo de invencibilidade em um esporte no mundo (10 anos sem derrotas). O recorde da holandesa é de 120 torneios conquistados de forma consecutiva, derrotando 73 adversários diferentes, perdendo apenas 18 sets pelo caminho e aplicando 95 "bicicletas" (quando o tenista vence o jogo por 6/0 e 6/0).
Foi nomeada 5 vezes para o Prêmio Laureus do Esporte Mundial, vencendo em 2 oportunidades (2002 e 2008), e foi eleita por 13 anos seguidos a melhor tenista cadeirante pela Federação Internacional de Tênis (ITF).

## Aposentadoria
No dia 12 de Fevereiro de 2013, aos 31 anos, e invicta há 10 anos, ela anunciou sua aposentadoria. Sua última derrota foi no dia 30 de janeiro de 2003 em Sydney. Naquela oportunidade, ela foi derrotada pela australiana Daniela di Toro.
| “                                                                        | "Um dia muito especial: estou oficialmente deixando o tênis (…) Estou impressionada por ter chegado tão longe. Algumas vezes eu ainda não acredito que durante todos esses anos eu não tive uma derrota. Estou orgulhosa e agora vou comemorar!" | ” |
| — Esther Vergeer, anunciando sua aposentadoria via sua conta no twitter. | |   |

## Principais conquistas

### Vitórias em torneios do Grand Slam
- Australian Open:[7]
  - 9 títulos de simples: 2002, 2003, 2004, 2006, 2007, 2008, 2009, 2011 e 2012;
  - 8 títulos de duplas: 2003, 2004, 2006, 2007, 2008, 2009, 2011 e 2012;
- Torneio de Roland Garros:[7]
  - 6 títulos de simples: 2007, 2008, 2009, 2010, 2011 e 2012;
  - 8 títulos de duplas: 2002, 2005, 2006, 2007, 2008, 2009, 2011 e 2012;
- Torneio de Wimbledon:[7]
  - 3 títulos de duplas: 2009, 2010 e 2011;
- US Open:[7]
  - 6 títulos de simples: 2005, 2006, 2007, 2009, 2010 e 2011;
  - 8 títulos de duplas: 2002, 2003, 2005, 2006, 2007, 2009, 2010 e 2011;

### Jogos Paralímpicos
- Tetra-Campeã Paralímpica (Simples): 2000, 2004, 2008, 2012
- Bi-Campeã Paralímpica (Duplas Feminino): 2000, 2004
- Vice-campeã Paralímpica (Duplas Feminino): 2008

## Números
- Total títulos em simples: 148
- Total títulos em duplas: 136
- Títulos Grand Slam simples: 21
- Títulos Grand Slam duplas: 23
- Medalhas Paralímpicas: 8
  - Ouro: Simples Sydney 2000, Atenas 2004, Pequim 2008, Londres 2012,
  - Ouro: Duplas Sydney 2000 e Atenas 2004 (com Maaike Smit), Londres 2012 (com Marjolein Buis)
  - Prata: Duplas Pequim 2008 (com Jiske Griffioen)
- Semanas como No. 1: 668 (assumiu a liderança em 6 de Abril de 1999, consecutivas de 2 de Outubro de 2000 - 21 de Janeiro de 2013)
- Invencibilidade: 470 jogos de 6 de Fevereiro de 2003 - 8 de Setembro de 2012 (última vez que jogou)
- Entre agosto de 2004 e outubro de 2006, ganhou 250 sets consecutivos de suas adversárias.[8]
- Perdeu apenas um set em 2012.[8]